# ماثيو أونيل (مخرج)
ماثيو أونيل (بالإنجليزية: Matthew O'Neill)‏ هو منتج أفلام ومصور سينمائي ومنتج تلفزيوني ومخرج أمريكي، ولد في القرن العشرين في الولايات المتحدة.

## وصلات خارجية
- ماثيو أونيل على موقع IMDb (الإنجليزية)
- ماثيو أونيل على موقع ألو سيني (الفرنسية)
- ماثيو أونيل على موقع أول موفي (الإنجليزية)
- ماثيو أونيل على موقع قاعدة بيانات الفيلم (الإنجليزية)
- ماثيو أونيل على موقع كينوبويسك (الروسية)